# Corbeny
Corbeny è un comune francese di 848 abitanti situato nel dipartimento dell'Aisne della regione dell'Alta Francia.

## Storia

### Simboli
Il comune ha adottato lo stemma del priorato locale dedicato a san Marculfo.

### Onorificenze
- Croix de guerre 1914-1918

## Società

### Evoluzione demografica
Abitanti censiti